# Armand Van Wambeke
Armand Robert Henri Van Wambeke (Gand, 16 maggio 1926 – Ithaca, 2 maggio 2011) è stato un cestista belga.

## Carriera
Ha disputato tre partite ai Giochi della XIV Olimpiade, segnando 10 punti. Ha inoltre disputato il Campionato europeo 1946 e il Campionato europeo 1947, segnando complessivamente 18 punti in 9 partite.